# 佐藤喜八郎 (10代)

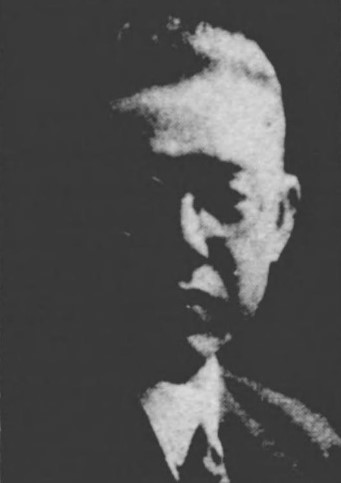
佐藤喜八郎

10代 佐藤 喜八郎（さとう きはちろう、1891年（明治24年）12月5日 - 1969年（昭和44年）2月28日）は、日本の洋画家、実業家、政治家。衆議院議員、佐藤喜八郎家10代当主、幼名・恭次郎。

## 経歴
島根県松江市で9代・佐藤喜八郎の長男として生まれる。1920年、東京美術学校西洋画科を卒業。1923年、絵画研究のため英米仏に留学。一年後に帰国し、家督を継承し喜八郎を襲名した。
1927年以降、片倉製糸監査役、勝浦川電力社長、大連株式取引所理事などを務めた。また、父が創立した克堂会の会長、立憲民政党島根支部長、折づる幼稚園主なども務めた。
1930年2月、第17回衆議院議員総選挙で島根県第二区から立憲民政党所属で出馬して当選し、衆議院議員を一期務め、その間、商工大臣秘書官となった。戦後、1948年、食料配給公団参事に就任した

## 親族
- 母 ハナ（祖父・愛三〔8代喜八郎〕長女）[4]